# 西新宿ホテルアンドリゾート

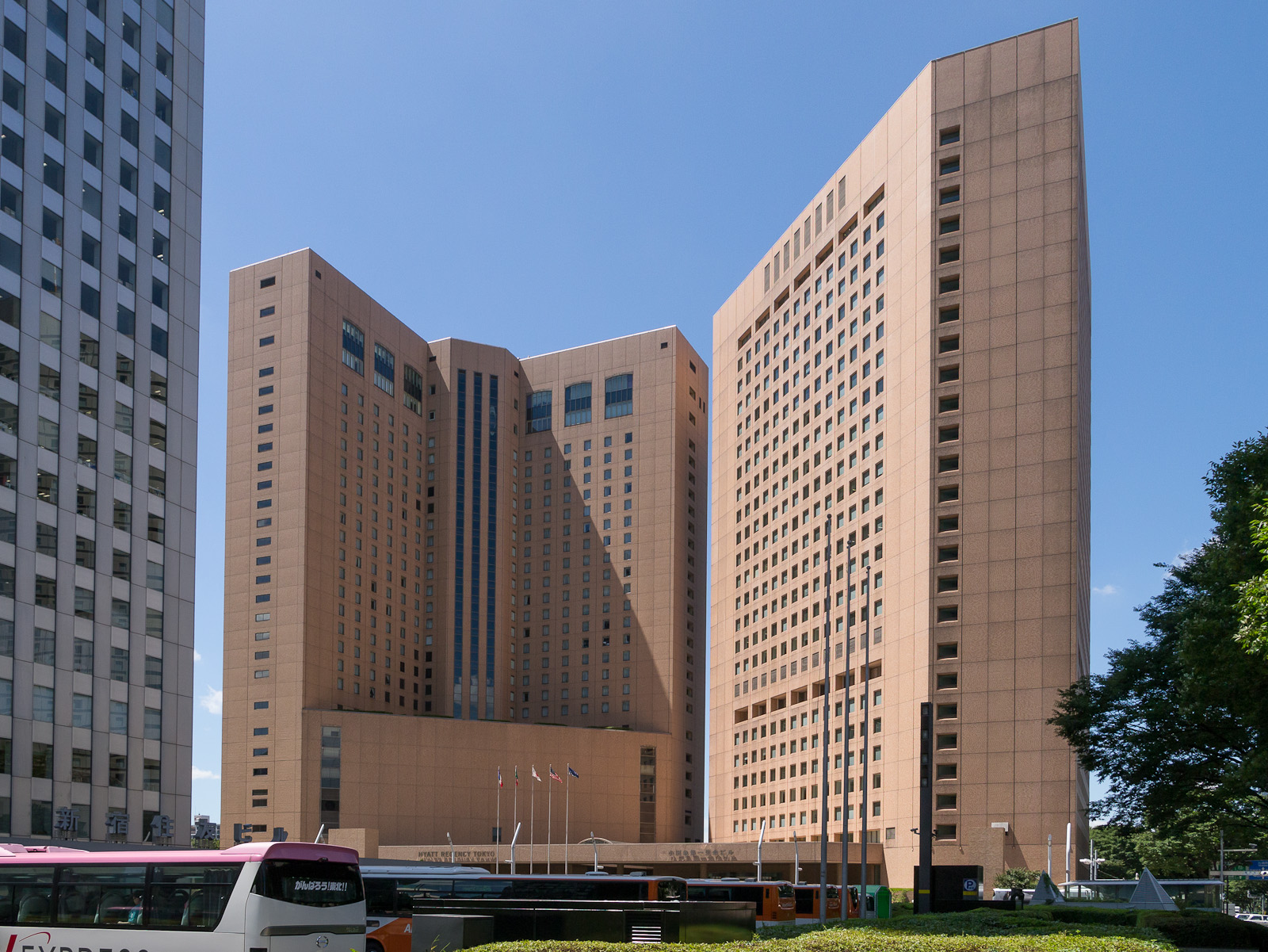
ハイアットリージェンシー東京

株式会社西新宿ホテルアンドリゾート（にししんじゅくホテルアンドリゾート）は、東京都新宿区にあるホテル運営会社である。ハイアットリージェンシー東京を運営している。旧社名は株式会社ホテル小田急であった。

## 小田急グループから離脱
かつては株式会社ホテル小田急として、小田急グループの企業であった。2007年（平成19年）7月1日、小田急ホテルズアンドリゾーツを合併。
2023年（令和5年）6月30日、小田急電鉄は構造改革の一環で、ホテル小田急の全株式を米国投資ファンドKKR（コールバーグ・クラビス・ロバーツ）の傘下企業に譲渡したと同時に、商号を株式会社西新宿ホテルアンドリゾートへ変更した。また隣接する小田急第一生命ビルは3月31日付で第一生命保険など国内投資家に、ハイアット リージェンシー東京が営業する小田急センチュリービルは、6月30日付でKKRグループにそれぞれ譲渡された。

## ハイアット リージェンシー東京
「石の文化」をコンセプトに設計され、ロビーの床には大理石モザイクが使用され、2階から8階まで吹き抜けになったロビーの天井からは、1基5,000万円(1980年の価格）のチェコ・スロバキア製クリスタルの巨大なシャンデリアが3基設置されている。2004年度（平成16年度）より5年計画で設備更新工事およびそれに伴うリニューアル工事を実施し、2009年（平成21年）6月に完了した。
ジャン&ピエール・トロワグロ兄弟と提携し、1階で「キュイジーヌ[s] ミッシェル・トロワグロ」を営業していたが、2019年（令和元年）大晦日で閉店している。
1983年（昭和58年）に放映のTBS系ドラマ『誰かが私を愛してる』では、このホテルがロケ地として使用され、小田急グループがミス・インターナショナルの冠スポンサーを行っていた期間は、各国ミスの宿舎としても提供された。
名称
構想段階での仮称は、「小田急ホテルセンチュリー」（センチュリー (CENTURY) は小田急のホテルブランド名）だった。しかし、ハイアットとの提携が成立したことを受け、「小田急ホテルセンチュリーハイアットリージェンシー」の名称で開業することになった。ところが、それでは長すぎるとの声が出たため、小田急とリージェンシーの語句を省き、「ホテルセンチュリーハイアット」の名称に落ち着いた。その後、「センチュリーハイアット東京」を経て、2007年（平成19年）10月1日には、「ハイアットリージェンシー東京」に改称している。